# Helacyton
Helacyton var ett förslag på släktnamn på en cellinje baserat på HeLa-celler och Helacyton gartleri vilket 1991 föreslogs som artnamn. Cellinjen skulle även utgöra grunden för en egen familj och ett eget släkte.
Förslaget kom inte att accepteras framför allt beroende på att cellerna enbart kunde fortleva i artificiell miljö.

## Kriterier
Förslaget grundades på fyra kriterier
- genotypen skiljde sig kraftigt från människans bland annat genom att inkorporering av virusgenom hade skett
- ekologiska nischen var skild från andra arter[2] såsom människa
- tillväxt och förökning skedde fristående från andra arter
- korsning med andra arter, exempelvis människa skedde inte

Familjen gavs namnet Helacytidae och bestod av endast ett släkte, Helacyton med en art H. gartleri och typstammen var ATCC-CCL 2.

## Namn
Namnet Helacyton gavs då stammen var HeLa-celler, men Hela som släktnamn befanns redan vara upptaget av ett kräftdjur. Artnamnet gartleri hämtades från Stanley M. Gartler som avslöjade kontaminationen av HeLa-celler i andra cellkulturer, den så kallade ”Helacell-bomben”.

## Artkaraktäristika
Artkaraktäristika beskrevs bland annat som celler med epitelliknande morfologi i oorganiserade monolager med framför allt mänsklig genotyp. Den reagerade inte med HLA-antigen. Antalet kromosomer varierade från 43 till 88 och Y-kromosom saknades.